# Horgászhalalakúak

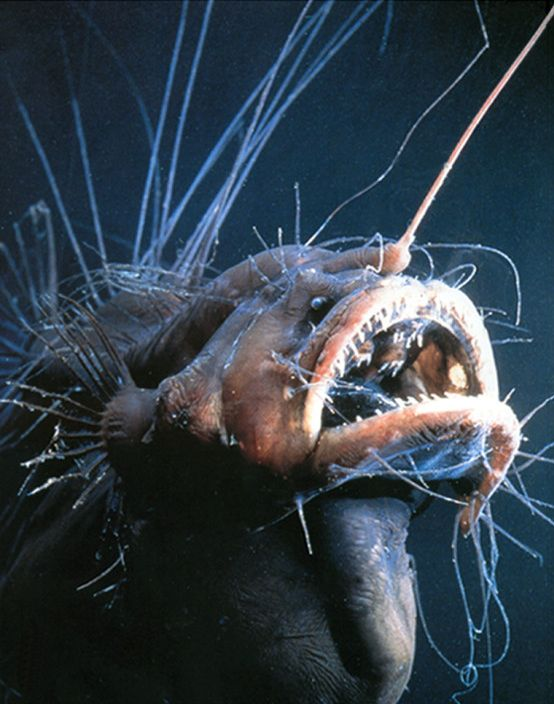
Egy bolyhoshal (Caulophryne pelagica)

A horgászhalalakúak (Lophiiformes) a csontos halak (Osteichthyes) főosztályának a sugarasúszójú halak (Actinopterygii) osztályába tartozó rend.
A mélytengerek lakói. A fejük elején nyúlvány található, amelynek segítségével csapdába csalják áldozataikat.

## Rendszerezés
A rendbe az alábbi 3 alrend tartozik.
- Antennarioidei alrendbe 4 család tartozik
  - Csáposhal-félék vagy tapogatóshal-félék (Antennariidae)
  - Brachionichthyidae
  - Lophichthyidae
  - Tetrabrachiidae
- Lophioidei alrendbe 1 család tartozik
  - Horgászhal-félék (Lophiidae)
- Ogcocephalioidei alrendbe 3 öregcsalád és 12 család tartozik
  - Ceratioidea - 11 család
    - Bolyhoshal-félék (Caulophrynidae)
    - Centrophrynidae
    - Lámpáscsápú-félék (Ceratiidae)
    - Diceratiidae 
    - Óriáscsápú-félék (Gigantactinidae)
    - Korbácsoshalfélék (Himantolophidae)
    - Szakállashal-félék (Linophrynidae)
    - Melanocetidae
    - Neoceratiidae
    - Oneirodidae
    - Thaumatichthyidae

  - Chaunacioidea - 1 család
    - Chaunacidae

  - Ogcocephalioidea - 1 család
    - Ogcocephalidae